# Cohors II Sardorum
La Cohors II Sardorum, "seconda coorte dei Sardi", fu una cohors equitata (un'unità militare) di stanza in Africa durante l'Impero romano.

## Storia
La cohors Sardorum arrivò in Mauretania verso la fine del I secolo e si stabilì a Rapidum, ove rimase fino alla fine del II secolo quando, sotto Settimio Severo, si trasferì ad Altava.
Non sappiamo se quest'unità si sia trasformata, con il passare del tempo, da quingenaria a miliaria, come farebbe pensare la menzione in un'iscrizione di un tribuno della coorte dei Sardi; tuttavia, la cosa non è da escludersi.

## Accampamenti

### Rapidum(Sour Djouab)
La fortezza, fondata nel 122 ad opera della cohors II Sardorum, presenta una pianta rettangolare con angoli arrotondati di 135×127m e quattro porte affiancate da torri rettangolari. Essa era situata in una regione molto favorevole per l'insediamento umano, oltre ad essere in una posizione molto difendibile, dato che si trovava tra le rive degli uadi Barla e Djouab, spesso a carattere torrentizio.
Il complesso rimase presidiato fino al 201; mentre, l'abitato che si era formato con l'apporto di civili e veterani sopravvisse sino all'epoca dell'imperatore Aureliano quando fu distrutto dai nomadi.
Il municipio di Rapidum venne ricostruito per volontà di Massimiano, anche se non è certa la presenza di una nuova guarnigione. La struttura interna del campo è ben conosciuta: i Principia, introdotti da un tetrapylon, dispongono di una corte e di un'aula basilicale; inoltre, sono stati identificati il praetorium, un edificio termale, alcune caserme, degli horrea e quello che il Laporte considera come una basilica exercitatoria.

### Altava(Hadjar Roum)
Nella località di Hadjar Roum sono stati rinvenuti i resti di due insediamenti, dei quali uno aveva un ruolo militare e fu probabilmente fondato nel 201 per volere di Settimio Severo che vi insediò la cohors II Sardorum. Questa coorte proveniva dal forte di Rapidum, che venne abbandonato in seguito all'avanzamento del limes attuato in età severiana. È possibile stabilire con una certa sicurezza l'anno di insediamento delle truppe sarde ad Altava, grazie a un'iscrizione databile tra il 201 e il 209 in onore di Geta.
La cohors II Sardorum rimase di stanza ad Altava per buona parte del III secolo, ma altre iscrizioni attestano che essa fu integrata da alcune unità di cavalleria o da loro distaccamenti come l'ala miliaria, l'ala Parthorum e l'ala Thracum, forse per aumentarne la mobilità.
La pianta del campo misura 430x330 m e presenta lati rettilinei ad eccezione di quello settentrionale, che ha un percorso assai irregolare e angoloso.